# Het Zuiderafwateringskanaal
Het Zuiderafwateringskanaal was een waterschap in de Nederlandse provincie Noord-Brabant. Het waterschap was opgericht als overkoepeld orgaan voor de waterschappen die rond het Zuiderafwateringskanaal lagen. Vanaf 1953 werden de inliggende waterschappen opgeheven en de taken overgedragen aan het waterschap Het Zuiderafwateringskanaal.

## Opheffing
Op 1 februari 1976 werden de taken van het waterschap overgedragen aan het waterschap De Dongestroom. De Dongestroom werd in 2004 met de waterschappen Mark en Weerijs, Land van Nassau, Hoogheemraadschap van West-Brabant en Het Scheldekwartier samengevoegd tot het waterschap Brabantse Delta.